# Умняков, Иван Иванович
Иван Иванович Умняков (4 августа 1890, Петрозаводске (бывшая Олонецкая губерния) — 22 февраль 1976, Самарканд, Уз ССР) — советский востоковед, арабист, исламовед, историк. Профессор, действительный член учёных ориентологов Санкт-Петербурга (1916), действительный член Среднеазиатского отделения географического Общества (Ленинград,1927), Заграничный член Азиатского общества (Париж, 1929).

## Биография
Родился в семье армейского офицера. С 1901 по 1909 год учился в третьей Санкт-Петербургской гимназии. После окончания гимназии с серебряной медалью он поступил в Санкт-Петербургской университет на факультет восточных языков, где занимался у арабистов Д. 3. Шмидта, Н. А. Медникова, И. Ю. Крачковского, у ираниста В. А. Жуковского и у тюркологов В. Д. Смирнова (османский язык), и А. Н. Самойловича (тюркология). Будучи студентом университета также слушал лекции по историческим дисциплинам: академика В. В. Бартольда (История изучения Востока в Европе и России, Историко-географический обзор Ирана), профессора Н. И. Веселовского (История Туркестана). изучал также историю Византии, историю древней философии и русскую историю под руководством профессоров В. Н. Бенешевича, А. И. Введенского и С. Ф. Платонова.
В 1912 году получил командировку от университета в Среднюю Азию для сбора материала по объявленной факультетом теме: «Составить известия Нар-шахи и арабских географов о топографии Бухары с данными о современной городе». За данное сочинение он был удостоен факультетом золотой медали. В 1914 году окончил Санкт-Петербургский университет и получил диплом первой степени. После окончания университета продолжал заниматься изучением восточных языков в учебном отделении при Министерстве иностранных дел. В сентябре 1916 года был командирован в Бухару для усиления личного состава Российского политического агентства. В марте 1918 года, в связи с реорганизаций Российского Резидентства в Бухаре, был освобождён от занимаемой должности, а в апреле того же года, по просьбе временно исполняющего обязанности Комиссара Совета Нарядных Комиссаров Туркестанской Республики, вернулся на работу в Полномочное представительство РСФСР в Бухаре, занимая последовательно должности секретаря, управляющего канцелярией и управделами Полпредства РСФСР в Бухаре. До 1920 года находился на дипломатической службе. Будучи в харееОВ Иван Иванович уделял большое внимание научным изысканиям, знакомству со средневековыми рукописями, рукописными источниками по Бухаре и другими материалами
Педагогическая деятельность И. И. Умнякова начинается с 1920 года. По совету и рекомендации академика В. В. Бартольда, в октябре 1920 года он был назначен преподавателем Туркестанского Восточного института в Ташкенте по кафедре истории Востока и научным сотрудником Туркестанского Государственного университета по аналогичной кафедре.
Первые его лекции посвящались истории мусульманского Востока. Иван Иванович с июля 1921 по октябрь 1923 года находился в командировке от Туркестанского университета в Петрограде. Работал в должности научного сотрудника исторического научно-исследовательского института при факультете общественных наук Петроградского университета. Здесь он занимался у академика В. В. Бартольда историей мусульманского Востока, у академика С. Ф. Ольденбурга историей Индии и у профессора А. Е. Преснякова русской историей. Вернувшись осенью 1923 года в Ташкент, Иван Иванович возобновил чтение по истории Востока в Туркестанском восточном институте, а затем на восточном факультете Среднеазиатского государственного университета.
В течение 1929—1932 годов Иван Иванович, работая учёным архивистом в Среднеазиатском Центральном архиве, был зачислен консультантом Восточного отдела Среднеазиатского Государственной библиотеки. В 1930—1931 годах он также участвовал в работе Таджикского научно-исследовательского института в Ташкенте в качестве действительного члена. В июле 1939 года Нарком просвещения Уз ССР назначил Ивана Ивановича в звании и. о. доцента на педагогическую работу в учительский и педагогический институт имени М. Горького в Самарканде; с октября 1939 г, работал в должности и. о. доцента кафедры истории СССР Узбекского Государственного университета.
В 1940—1941 годах заведовал кафедрой истории народов СССР в учительском -вечернем педагогическим институте имени М. Горького. В период Великой Отечественной войну Иван Иванович работал в объединённом Самаркандском учительском вечернем педагогическом институте, выполняя функции декана исторического факультета учительского института М. Горького, а затем вечернего педагогического института.
В октябре 1942 года на учёном Совете САГУ он успешно защитил кандидатскую диссертацию на тему; «Самая старая турецкая карта мира». В мае 1943 года был утверждён Высшей аттестационной комиссией в звании доцента, а 1956 году в учёном звании профессора.
В сентябре 1944 года в после с восстановлением Узбекского Гос Университета, вернулся туда и работал в должности доцента кафедры всеобщей истории. Недолгое время заведовал кафедрой всеобщей истории; был избран деканом филологического факультета Узбекского университета, работал в должности директора фундаментальной библиотеки университета. С ноября 1945 по 1949 год Иван Иванович заведовал кафедрой «История Средней Азии и Востока». В январе 1959 года вновь была создана кафедра «Истории народов Узбекистана», руководителем которой был избран профессор И. И. Умняков, и вплоть до ухода на пенсию (до 1 августа 1966 года), руководил этой кафедрой. Но и после ухода на пенсию Иван Иванович работал профессором консультантом кафедры истории народов Узбекистана Самаркандского Государственного Университета вплоть до 29 августа 1974 года.
Умняков, как известный советский востоковед-историк и этнограф, большое внимание уделял и археологическим работам. Его труды «Рабат-и Малик» (1927), «Археологическая и ремонтно-реставрационная работа Средазкомстариса» (1929), «Архитектурные памятники Средней Азии» (1929) и другие были посвящены этой проблеме. Но главное свое внимание исследователь уделял редчайшим арабским источникам, связанным со Средней Азией и Восточной Европой. Критические анализы и его научная интерпретация по труду учёного Средней Азии Махмуда Кашгари сделали его, по свидетельству академика И. Ю. Крачковского, одним из первых знатоков этого источника. Его исследования арабских источников как «Абдулла-намэ», «Худуд-ал-алам» и авторов классической поры арабской науки, как Ал-Идриси или Исхак-ибн-ал-Хусейн (которого в научный оборот ввёл Иван Иванович) внесли заметный вклад в развитии востоковедения в середине XX века. Им были исследованы сочинения Исхака (на арабском тексте и итальянском переводе), установлено время составления труда последнего (XI век) и определено место его происхождения (Испания). Его анализы и научные выводы из сведения Хафиза Таныша в его «Абдулла-намэ» о «монетной реформе» Абдулла-хана внесли определённый вклад в археологическую и нумизматическую науку. Проводя исследования отрывок из сочинения Хафиза-Таныша об осаде и взятии в 1580 году Абдулла-хана г. Ташкента он привел материал по исторической топографии Ташкента XVI века. В своих исследованиях он занимался и изучением международных связей Средней Азии с Западной Европой в XV веке. Опубликованные им документы о дипломатических связях Амира Тимура и его наследников с Византией, Францией и Англией, открыли новую страницу в истории дипломатии XV в.
Также работы Ивана Ивановича по тохарской проблеме дают подробные материалы по истории древнего периода Центральной Азии. Он воспроизвёл введения античных авторов о тохарах и народах, так или иначе с ними соприкасавшимися, а также известия китайских летописей Юэ-Чжи, остановившись на предположениях об их тождестве с тохарами.
В числе выполненных Иван Ивановичом научных трудов историографического характера до сего времени сохраняет свое значение в качестве наиболее полной его публикация 1926 года, посвящённая жизни и деятельности знаменитого русского востоковеда В. В. Бартольда, написанная в связи с 30-летием его научной деятельности. Он являлся членом редакционной коллегии по изданию 9-томного собрания сочинений В. В. Бартольда. При подготовке этого капитального труда редколлегия АН СССР широко использовала его «Аннотированную библиографию работ академики В. В. Бартольда».
В 1916 году Иван Иванович был избран действительным членом Общества учёных ориентологов в Санкт-Петербурге, в 1929 году был избран заграничным членом Азиатского общества в Париже, с 1927 по 1930 год являлся действительным членом Среднеазиатского отделения географического Общества.

## Труды
- «Из материалов для истории Восточного института в Ташкенте». (Студенческий журнал Туркестанского Восточного института, Ташкент, 1923)
- «Рец: Иран том 1 Изд. АН СССР Л. 1927» (изд. Общества для изучения Таджикистана и иранских народностей за его пределами, т. 1. Ташкент, 1923)
- «К вопросу об исторической топографии средневековой Бухары» (сборник Туркестанского Восточного института, в честь проф. А. С. Шмидта, Ташкент, 1923)
- «Памяти профессора П. А. Фалева» (студенческий журнал Туркестанского Восточного института, Ташкент, 1923, № 6)
- «Рабат-и-Малик» (сборник в честь В. В. Бартольда, Ташкент, 1927)
- «Археологическая экспедиция профессора Б. П. Деника в Среднюю Азию» — (Известия Туркменского географического общества, т 17Ташкент, 1924)
- «Бартольд В. В. По поводу 30-летия профессорской деятельности» (Бюллетень Среднеазиатского Гос университета, Ташкент,1926, № 4)
- «Работа по охране природы Туркестана» (Народное просвещение, 1924, № 3 (12))
- «Охрана памятников старины и искусства в советском законодательстве в Средний Азии» (Известия Средазкомстариса, выпуск 140, Самарканд, 1926)
- «К истории новомодной школы в Бухаре» (Бюллетень САГУ. 1927, № 16)
- «Рец.на кн: Вяткин В, „Памятники древностей Самарканда“». (Изд. Главнауки Наркомпроса Уз ССР, Самарканд-1927/ — Известия Общества для изучения Таджикистана и иранских народностей за его пределами., т.1, Ташкент, 1928)
- «Среднеазиатский музей революции в Ташкенте» (Известия Средазкомстрариса, выпуск 3, Ташкент, 1928)
- «Изучения культуры и быта Средней Азии в 1920—1927 гг». («Новый Восток» М.1928, № 23-24)
- «К вопросу о толковании некоторых терминов хлопчатников» (журнал «Хлопковое дело» М. 1928, 3 9-10)
- «Архитектурные памятники Средней Азии — Исследования,Ремонт,Реставрации 1920—1928 гг»., Ташкент 1929
- «Археологическая и ремонтно-реставрационная работа Средазкомстариса в 1927 г». (Известия Средазкомстариса, выпуск 3, Ташкент, 1929)
- «Про формы земледелия в Бухаре до революции» («Схидний свит» — Харьков 1929, № 1-2(7-8)
- «Рец: Известия Общества для изучения Таджикистана и иранских народностей за его пределами, Ташкент, том 1 1928» (Схидний свит- Харгиз 1929 № 1-2 (7-8))
- «„Абдулла-намэ“ Хафизи Таныша и его последователи» (Записки Коллегии Востоковедов при Азиатском музее Академии Наук СССР, т. У,Л, 1930)
- «Реценция: Hudud al’Alam „The Regijns of the World“» (Вестник древней истории, М, 1938, № 3)
- «Рец: „История Фахреддина Мубаракшаха“» (Вестник древней истории, М.,1938, № 112)
- «Рец: Из литературы об ал-Идриси» (Вестник древней истории, М.1939 № 1 (6)
- «Компендиум испанско-арабского географа Исхака-ибн-ал-Хусейна и его сведения о хазарах и тюрках» (Известие Гос. географического Общества. Л., 1939, № 8)
- «„Самая старая турецкая карта мира“ 11 в.» (труды Сам ГПИ им. М.Горького, т.1 вып.1 1940)
- «Тохарская проблема» (Вестник древней истории, М, 1940, № 3-4)
- «Новый источник для истории народов Средней Азии — Рецензия на книгу П. П. Иванов „Архив Хивинских ханов 19 века“ Исследования и списания документов с историческим введение. С предисловием академика И. Ю. Крачковского. Изд. Государственного публичной библиотеки им М. Е. Салтыкова-Шедрина Л.1940» (Труды СамГПИ им М.Горького, т 2, выпуск 2, 1941)
- «Некоторые сведения из „Абдулла-намэ“ Хафиза Таныша — 16 в» (труды Сам ГПИ имени М.Горького, т.2 вып.2 Самарканд, 1941)
- "Предисловия и ответ. Редактура в кн. проф. П. М. Факторович «Великий бухарский учёный и врач Абу-али-ибн-Сина (Авиценна). К истории наук на востоке» (труды Уз ГУ, новая серия № 30, библиография, выпуск 17, Самарканд, 1941)
- «Тохары и тохарский вопрос». (Труды Уз ГУ, новая серия, № 31, серия «Историко — филологических наук» выпуск 1, Самарканд, 1946.)
- «Тохарская проблема» (Советская этнография, сборник статей 6-7, М-Л, 1947)
- «Некоторые замечания по поводу „Истории народов Узбекистана“ составленной Л. В. Тревер, А. Ю. Якубовский, М,Э.Воронец, т.1 с древнейших времен до начала 16 в. Ташкент, 1950», (труды истфака Уз ГУ, новая серия, выпуск 51, Самарканд, 1952)
- «Замечания на проспект ’’Всемирной истории» АН СССР, т. 1 и 2", (Вестник древней истории, М.,1953, № I)
- «Замечания по поводу I тома „Истории народов Узбекистана“ на расширенном заседании отделения гуманитарных наук АН УзССР в октябре 1952», (Известия АН Уз ССР,1952, № 6)
- «Международное отношение Средней Азии в начале 15 века»(Научная сессия профессорско-преподавательского состава Уз ГУ, апрель 1956, тезисы докладов, Самарканд,1956)
- «Самарканд. краткий справочник» (соавтор Ю. Н. Алескеров). Второе и допол. Ташкент, 1956
- «Международное отношение Средней Азии в начале 15 века — Сношения Тимура с Византией и Францией» (Труды Уз ГУ, новая серия, выпуск 61, Исторический факультет, Самарканд, 1956)
- «Значение трудов Бартольда В. В. по истории Средней Азии» (журнал «Наука и жизнь», Ташкент,1957, № 3 на узбекском языке)
- «Значение трудов академика Бартольда В. В. по истории Средней Азии» (материалы первой Всесоюзной научной конференции востоковедов в Ташкенте 4-11/У1-1957 г., Ташкент, Изд. AН УзССР,1958 г.)
- «Из историй международных отношений Средней Азии с Западной Европой в начале ХУ в». Тезисы первой конференции ученых вузов и научных учреждений г. Самарканда, Самарканд, 1958)
- «Малоизвестный французский историк о Тимуре» (Краткие сообщения. Известия АН Уз ССР, серия общественных наук, Ташкент, 1958, № 13)
- «Внешне-политические связи Самарканда с государствами Западной Европы» (История Самарканда, том. I, «Фан» — 1959)
- «Из истории дипломатических отношений. Переписка Тимура с государствами Западной Европы». (журнал «Таджикистан», 1959, № 5)
- «Воспоминания о В. А. Жуковском» (очерки по истории русского востоковедения. Сборник 5, Памяти В. А. Жуковского. М.,Изд. Вост.лит. I960)
- «Из истории международных отношений Средней Азии с Западной Европой в начале ХУ-ХУ1 вв».(Международный конгресс востоковедов. Доклады делегации СССР., М.,1960)
- «Из истории международных отношений Средней Азии с Западной Европой в начале ХУ в». (Известия АН УзССР, I960, № I)
- «О хлопководстве в Средней Азии о древнейших времен до присоединение края к Россия» (материалы третьей объединенной научной конференции ученых г. Самарканд, 1961)
- «Аннотированная библиография трудов академика В. В. Бартольда» (труды СамГУ, вып. 136, 1964)
- «О термине „таджик“ (гипотезы и выводы») (труды СамГУ, материалы по истории Узбекистана, новая серия, выпуск 140, Самарканд, 1964)
- «Значение трудов Бартольда В. В. по истории Средней Азии»(первая Всесоюзная конференция востоковедов. Тезисы докладов и сообщений. Ташкент, Изд. АН УзССР,1967 г.)
- «Из истории средневекового Самарканда» (Детская энциклопедия, изд. 2)
- «Самарканд. Справочник-путеводитель» (соавтор Ю. Н. Алескеров). Изд.4 испр и доп. Ташкент, 1967.
- «Библиографическая работа о Бартольде В.В». (журнал «Народы Азии и Африки», 1970, № 1)